# Zemen (arie protejată)
Zemen este o arie protejată (arie specială de conservare — SAC, sit de importanță comunitară — SCI) din Bulgaria întinsă pe o suprafață de 17.764,33 ha, integral pe uscat.

## Localizare
Centrul sitului Zemen este situat la coordonatele 42°28′03″N 22°42′33″E / 42.4675°N 22.7092°E.

## Înființare
Situl Zemen a fost declarat sit de importanță comunitară în octombrie 2007 pentru a proteja 2 specii de plante și 34 de specii de animale. Situl a fost protejat și ca arie specială de conservare în martie 2021.

## Biodiversitate
Situată în ecoregiunea continentală, aria protejată conține 23 de habitate naturale: Ape puternic oligomezotrofe cu vegetație bentonică cu Chara spp., Cursuri de apă de la nivel de câmpie la nivel montan, cu vegetație Ranunculion fluitantis și Callitricho-Batrachion, Lande oro-mediteraneene cu formațiuni endemice de grozamă, Tufărișuri subcontinentale peripanonice, Matorral arborescenți cu Juniperus spp., Pajiști carstice calcaroase sau bazofile, de Alysso-Sedion albi, Pajiști uscate seminaturale și facies de acoperire cu tufișuri pe substraturi calcaroase (Festuco-Brometalia) (* situri importante pentru orhidee), Pseudostepă cu ierburi și specii anuale de Thero-Brachypodietea, Pajiști uscate din regiunea submediteraneeană estică (Scorzoneratalia villosae), Liziere de ierburi înalte hidrofile de câmpie și de nivel montan până la alpin, Fânețe de joasă altitudine (Alopecurus pratensis, Sanguisorba officinalis), Fânețe montane, Izvoare petrifiante cu formare de travertin (Cratoneurion), Pante stâncoase calcaroase cu vegetație casmofită, Peșteri inaccesibile publicului, Păduri de fag Asperulo-Fagetum, Păduri de fag din Europa Centrală dezvoltate pe sol calcaros cu Cephalanthero-Fagion, Păduri de stejar și carpen Galio-Carpinetum, Păduri pe pante, grohotișuri și ravene de Tilio-Acerion, Păduri aluvionare cu Alnus glutinosa și Fraxinus excelsior (Alno-Padion, Alnion incanae, Salicion albae), Păduri panonice cu Quercus pubescens, Păduri panonice-balcanice de stejar turcesc - stejar sesil, Păduri de fag moezice.
La baza desemnării sitului se află mai multe specii protejate:
- plante (2): Echium russicum, Himantoglossum caprinum
- amfibieni (2): izvoraș-cu-burta-galbenă (Bombina variegata), Triturus karelinii
- mamifere (16): liliac cârn (Barbastella barbastellus), lupul (Canis lupus), vidră de râu (Lutra lutra), râs eurasiatic (Lynx lynx), liliac cu aripi lungi (Miniopterus schreibersii), liliac cu urechi mari (Myotis bechsteinii), liliac cu urechi de șoarece (Myotis blythii), liliac cu picioare lungi (Myotis capaccinii), liliac cărămiziu (Myotis emarginatus), liliac comun (Myotis myotis), liliacul cu potcoavă a lui blasius (Rhinolophus blasii), liliacul mediteranean cu potcoavă (Rhinolophus euryale), liliacul mare cu potcoavă (Rhinolophus ferrumequinum), liliacul mic cu potcoavă (Rhinolophus hipposideros), urs brun (Ursus arctos), dihor pătat (Vormela peregusna)
- nevertebrate (9): Austropotamobius torrentium, croitorul mare al stejarului (Cerambyx cerdo), Euplagia quadripunctaria, Lignyoptera fumidaria, rădașcă (Lucanus cervus), fluturele purpuriu (Lycaena dispar), croitorul cenușiu al stejarului (Morimus funereus), Osmoderma eremita, Rosalia alpina
- pești (4): Barbus cyclolepis, zvârluga (Cobitis taenia), boarță (Rhodeus amarus), dunăriță (Sabanejewia aurata)
- reptile (3): țestoasa de baltă (Emys orbicularis), Testudo graeca, țestoasă bănățeană (Testudo hermanni)

Pe lângă speciile protejate, pe teritoriul sitului au mai fost identificate 43 de specii de plante, 3 specii de amfibieni, 1 specie de mamifere, 20 de specii de nevertebrate, 8 specii de pești, 1 specie de reptile.